# کلارا میلش
کلارا میلش (آلمانی: Klara Milch; ۲۴ مهٔ ۱۸۹۱ – ۱۳ ژوئیهٔ ۱۹۷۰) شناگر اهل اتریش بود.